# Сикорскис, Юозас-Антанас Стасевич
Юозас-Антанас Стасевич Сикорскис — советский хозяйственный, государственный и политический деятель, Герой Социалистического Труда.

## Биография
Родился в 1936 году в Литве. Член КПСС с 1964 года.
С 1953 года — на хозяйственной, общественной и политической работе. В 1953—1991 гг. — слесарь-сборщик станкостроительного завода, военнослужащий Советской Армии (1955—1958), слесарь-сборщик, бригадир слесарей-сборщиков Каунасского станкостроительного завода имени Ф. Э. Дзержинского Министерства станкостроительной и инструментальной промышленности СССР в городе Каунас Литовской ССР.
Указом Президиума Верховного Совета СССР от 8 августа 1966 года за выдающиеся трудовые успехи, достигнутые в выполнении заданий семилетнего плана по развитию машиностроения присвоено звание Героя Социалистического Труда с вручением ордена Ленина и золотой медали «Серп и Молот».
Делегат XXIV съезда КПСС.
Избирался депутатом Верховного Совета СССР 9-го и 10-го созывов.
Умер после 1991 года.